# Mike Gminski
Michael „Mike“ Thomas Gminski (* 3. August 1959 in Monroe, Connecticut) ist ein ehemaliger US-amerikanischer Basketballspieler polnischer Herkunft, der auf der Position des Centers in der NBA spielte.

## Karriere
Gminski spielte zunächst vier Jahre für die Duke University. Diese verließ er als bester Punktesammler, Rebounder und Shotblocker der Teamgeschichte. Er wurde dann im NBA-Draft 1980 von den New Jersey Nets an siebter Stelle ausgewählt, wo er acht Jahre lang an der Seite von Buck Williams einen talentierten Frontcourt stellte und zwischen 1982 und 1986 fünfmal in die Playoffs einzog. Auch bei den Sixers, zu denen er 1988 gewechselt war, verblieb Gminski ein wichtiger Bestandteil der Rotation und kam in seiner besten Zeit auf 17 Punkte und 9 Rebounds im Schnitt. 1990 wechselte er zu den jungen Charlotte Hornets, wo er aufgrund von Verletzungen leistungsmäßig stark abbaute. Seine letzte NBA-Station wurden die Milwaukee Bucks, wo Gminski 10 Saisonspiele absolvierte. Während seiner Karriere kam Gminski auf 11,7 Punkte, 6,9 Rebounds und 1,1 Blocks im Schnitt. Er beendete seine Karriere mit einer sehr guten Karriere-Freiwurfquote von 84,3 %.